# 箕内拓郎
箕内 拓郎（みうち たくろう、1975年12月11日 - ）は、日本のラグビー指導者。元ラグビー日本代表選手。2020年から2023年3月まで、ジャパンラグビーリーグワン日野レッドドルフィンズのヘッドコーチを務めた。

## プロフィール
- 福岡県北九州市八幡西区出身
- 身長:187cm、体重:106kg
- 血液型：AB型
- 現役時代のポジションはナンバーエイト(No.8)、フランカー(FL)。
- NTTドコモ関西ラグビー部に在籍していたFL箕内佳之は1つ上の兄。
- 自信のあるプレーはアームブレイクである
- 愛称はミウ
- RKB毎日放送のアナウンサーである田畑竜介は高校時代の同級生。
- 日本代表出場48試合中45試合で主将を務め、「ミスター・キャプテン」と呼ばれた[2][3]。

## 主な経歴
- 1991年 - 1994年 福岡県立八幡高等学校
- 1994年 - 1998年 関東学院大学
- 1998年 - 1999年 オックスフォード大学
- 1999年 - 2009年 NECグリーンロケッツ
- 2010年 - 2014年 NTTドコモレッドハリケーンズ

6歳でラグビーを始める。八幡高では1年時のFB・SOを経て2年からNo8に転向した。
関東学院大学では2年時からレギュラーに定着。4年時に主将を務め、大学選手権で初優勝を果たす。
卒業後にオックスフォード大学へ留学。98年12月にケンブリッジ大学との定期戦「バーシティ・マッチ」に出場し、「ブルー」の称号を得た。（日本人では林敏之以来2人目）
1999年、NECに入社。2000年4月から3ヶ月間、イタリア・セリエA2のラグビーパエゼでプレーした。
トップリーグが開幕すると、第1回マイクロソフトカップ優勝に導きMVPを獲得。
2002年のロシア戦で日本代表初キャップ獲得と同時に主将に就任。日本代表出場48試合のうち、45試合でキャプテンを務めた。大柄な体格から「ミスター・キャプテン」と呼ばれた。
2006年12月3日に英国レスターで行われた南アフリカ代表海外遠征100周年記念試合に世界選抜の一員として選ばれ出場した。
2006年以降、代表の主将を大畑大介に譲ったが、2007年ワールドカップ直前に大畑が故障により離脱したため、2大会連続で主将を務めた。
2010年春にトップリーグ下部（トップウェスト）に所属するNTTドコモレッドハリケーンズに移籍。 10年度の入替戦に勝利しチームのトップリーグ昇格に貢献した。
2014年のリーグ開幕前の練習試合で両目を痛めて水晶体亜脱臼を発症し、両目の水晶体を摘出して人工レンズを入れる手術を受け、ドクターストップを受けたことにより現役を引退。その後はNTTドコモのFWコーチを務めることが発表された。
2015年のラグビーワールドカップでは、J SPORTSの試合中継の解説者を務めている。
2017年、日野レッドドルフィンズのFWコーチに就任。2020年、同チームヘッドコーチに昇格。
2023年3月31日、日野レッドドルフィンズのヘッドコーチを退任した。